# Erik Sundström
Erik Anders Sundström, född 14 juli 1961, är en svensk jurist som är hovrättspresident i hovrätten för Övre Norrland sedan 2018.
Sundström utnämndes 15 maj 2003 till lagman i Lycksele tingsrätt från att tidigare varit hovrättsråd i Svea hovrätt. Den 21 december 2017 utnämndes han, med tillträde 3 april 2018, till hovrättspresident i hovrätten för Övre Norrland. 